# منظمة العمال الشيوعية (المملكة المتحدة)
منظمة العمال الشيوعية (CWO) هي مجموعة شيوعية يسارية بريطانية، تأسست عام 1975،  وهي تابعة للنزعة الشيوعية الأممية، الذي كان يُعرف سابقًا بالمكتب الدولي للحزب الثوري.  وهي تنشر مجلة فصلية تسمى "وجهات نظر ثورية" (Revolutionary Perspectives) وتوزع الصحيفة العريضة التحريضية" أورورا" . اُسْتُشْهِد بأعمال منظمة العمال الشيوعية و النزعة الشيوعية الأمميو في العديد من المصادر الأكاديمية والسياسية على المستوى الدولي، عبر العديد من البلدان واللغات.    تعود أصول المنظمة إلى شمال إنجلترا واسكتلندا (ليفربول، نيوكاسل، أبردين، إدنبرة)، على الرغم من أنها نمت منذ ذلك الحين لتشمل مناطق أخرى مع أعضاء ومتعاطفين في جميع أنحاء العالم. 

## تاريخ

### تأسيس
تأسست المجموعة في منتصف السبعينيات مع ”اتحاد صوت العمال“، ومقره في ليفربول، ومجموعة ”وجهات النظر الثورية“، وهي مجموعة مقرها في شمال إنجلترا واسكتلندا - وكان بعض أعضائها ناشطين سابقًا في منظمة "التضامن" (solidarity).  تأثرت كلتا المجموعتين بالشيوعية اليسارية الألمانية وعلى وجه الخصوص KAPD .  كلاهما نشرا أيضًا مقالات عن الثورة الألمانية . بالإضافة إلى ذلك، قامت مجلة وجهات النظر الثورية بترجمة كتاب أوتو روهل "من الثورة البرجوازية إلى الثورة البروليتارية" إلى اللغة الإنجليزية أيضًا.  بحلول عام 1975، اندمجت المجموعتان على نطاق واسع حول مواقف "اتجاه إيسن" التابع لحزب KAPD . كما شاركت المجموعتان في مؤتمرات دولية رعتها المجموعة الفرنسية "الثورة الدولية" مع المجموعة البريطانية "الثورة العالمية" .  شكلت هاتان المجموعتان التيار الشيوعي العالمي ، لكن مجموعة صوت العمال نددت بهذا ووصفته بأنه "معادي للثورة" بسبب دفاعها عن ثورة أكتوبر وموقفها من الفترة الانتقالية.  لقد حاولت منظمة وجهات النظر الثورية التوسط بين منظمتي صوت العمال والثورة العالمية، لكنها اضطرت الآن إلى الاختيار. نظرًا لأن منظمة الثورة العالمية كانت قد رفضت بالفعل مسودة برنامجها الأساسي وكان لديها خلافات حول عدة مواقف أخرى، أبرزها ميل معدل الربح إلى الانخفاض ، اختارت وجهات نظر ثورية الاتحاد مع صوت العمال لتشكيل منظمة العمال الشيوعية. 

### النمو المبكر
نمت المنظمة على مدار عام كامل، وأصدرت عشرة إصدارات (مجلتي صوت العمال ووجهات النظر الثورية) بالإضافة إلى توزيع آلاف المنشورات على أبواب المصانع وإنشاء مجموعات في العديد من المصانع.  ومع ذلك، وبحلول نهاية عام 1976، كان من الواضح أن موجة نضال الطبقة العاملة التي أدت إلى ولادة الشيوعية اليسارية من جديد في بريطانيا قد انتهت. بدأ قسم ليفربول الآن في الانكفاء إلى النشاط المحلي، ودون إصدار وثيقة أو إعطاء أي تفسير سياسي، تخلى عن العمل السياسي المشترك وتم حله. وأعقبت هذه الخسارة في عام 1977 مطالبة قسم أبردين بأن تنضم منظمة العمل الشيوعي الآن إلى التيار الشيوعي الدولي، الذي ادعوا الآن بأنه هو الحركة الشيوعية. وعلى الرغم من أن الأغلبية كانت مستعدة لمناقشة هذا الأمر، إلا أن قسم أبردين انسحب في غضون شهر (سينفصل عن التيار الشيوعي الدولي في غضون سنوات قليلة ليشكل مجموعة النشرة الشيوعية).

### الاندماج مع الحزب الشيوعي الأممي (PCInt)
في عام 1977، انضمت أغلبية CWO إلى المؤتمرات الدولية التي بدأها الحزب الشيوعي الأممي الايطالي، والمعروف أيضًا باسم PCInt. في سياق هذه المؤتمرات، أصبحت CWO مقتنعة بان المواقف التي دافع عنها الPCInt منذ عام 1943 كانت أفضل نتاج للتقليد الشيوعي اليساري.  وشكلت المنظمتان المكتب الدولي للحزب الثوري عام 1983.  نظرًا لمعارضتهم للستالينية / الماركسية اللينينية والماوية والتروتسكية - بالإضافة إلى أساسهم النظري الناشئ في اليسار الإيطالي - فقد تمت الإشارة إلى CWO خطأً باسم " البورديجي "  أو " الشيوعي المجلسي "  تنظيم بعض المؤلفين. يتمثل الاختلاف الرئيسي بين سياسات CWO/ICT وسياسات البورديغيين في أن الأولين لا ينظرون إلى الحزب باعتباره الطبقة نفسها، بل أداة مهمة تستخدم للنضال من أجل منظور شيوعي في الأجهزة الجماهيرية للسلطة البروليتارية التي تمثل الطبقة العاملة. مجالس العمال .  لبعض الوقت في التسعينيات، أصبحت شيفيلد هي المقر الرئيسي المؤقت للمنظمة. 

### النزعة الشيوعية الأممية والنمو اللاحق
وفي نهاية المطاف، انضمت المجموعات الشيوعية اليسارية في فرنسا وكندا والولايات المتحدة وألمانيا إلى المكتب الدولي للحزب الثوري. واعترافًا بهذا التوسع، تحركت نحو تنسيق أوثق لأنشطتها في عام 2009 مع تشكيل التيار الشيوعي الأممي.  تظل CWO جزءًا لا يتجزأ من النزعة الشيوعية الأممية. المبادرة التي كانت المنظمة في مركزها في 2003-2004، والمعروفة باسم لا حرب الا حرب الطبقات (NWBCW)، أُحْيِيَت في عام 2018 من قبل CWO مع المجموعة الشيوعية اللاسلطوية؛ كان الهدف من وراء هذه الخطوة هو تسليط الضوء على الحاجة إلى معارضة جميع الحروب الإمبريالية، بما في ذلك جهود التحرر الوطني وغيرها من أشكال أهون الشرور التي تتبناها الجماعات الديمقراطية الاجتماعية وغيرها من الجماعات اليسارية - والتركيز بدلاً من ذلك على وحدة العمال والنضال الطبقي .  يمكن تلخيص آراء NWBCW بإيجاز من خلال بيان صدر عام 2017 عن CWO: "الحرب الوحيدة التي تستحق خوضها هي الحرب الطبقية ... إذا اتحد العمال في جميع البلدان ورفضوا القتال، فلن تكون هناك حرب! ".  خلال تاريخها الطويل، قامت منظمة CWO بتوزيع مئات الآلاف من المنشورات التي أنتجتها على مر السنين. 

## روابط خارجية
- الموقع الرسمي

قالب:UK far leftقالب:Left communism